# Franziskanerkloster Eger

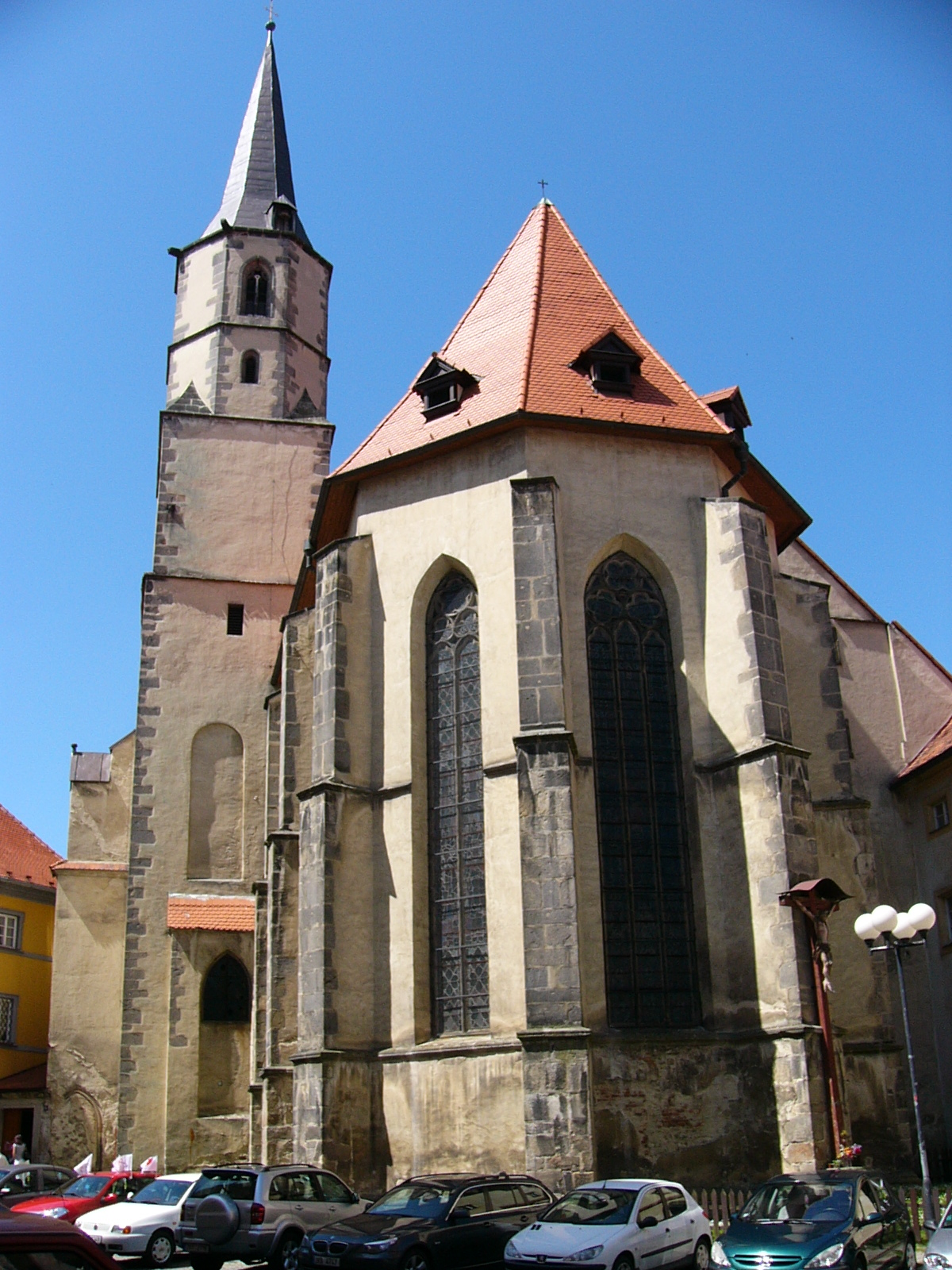
Kirche des ehemaligen Franziskanerklosters

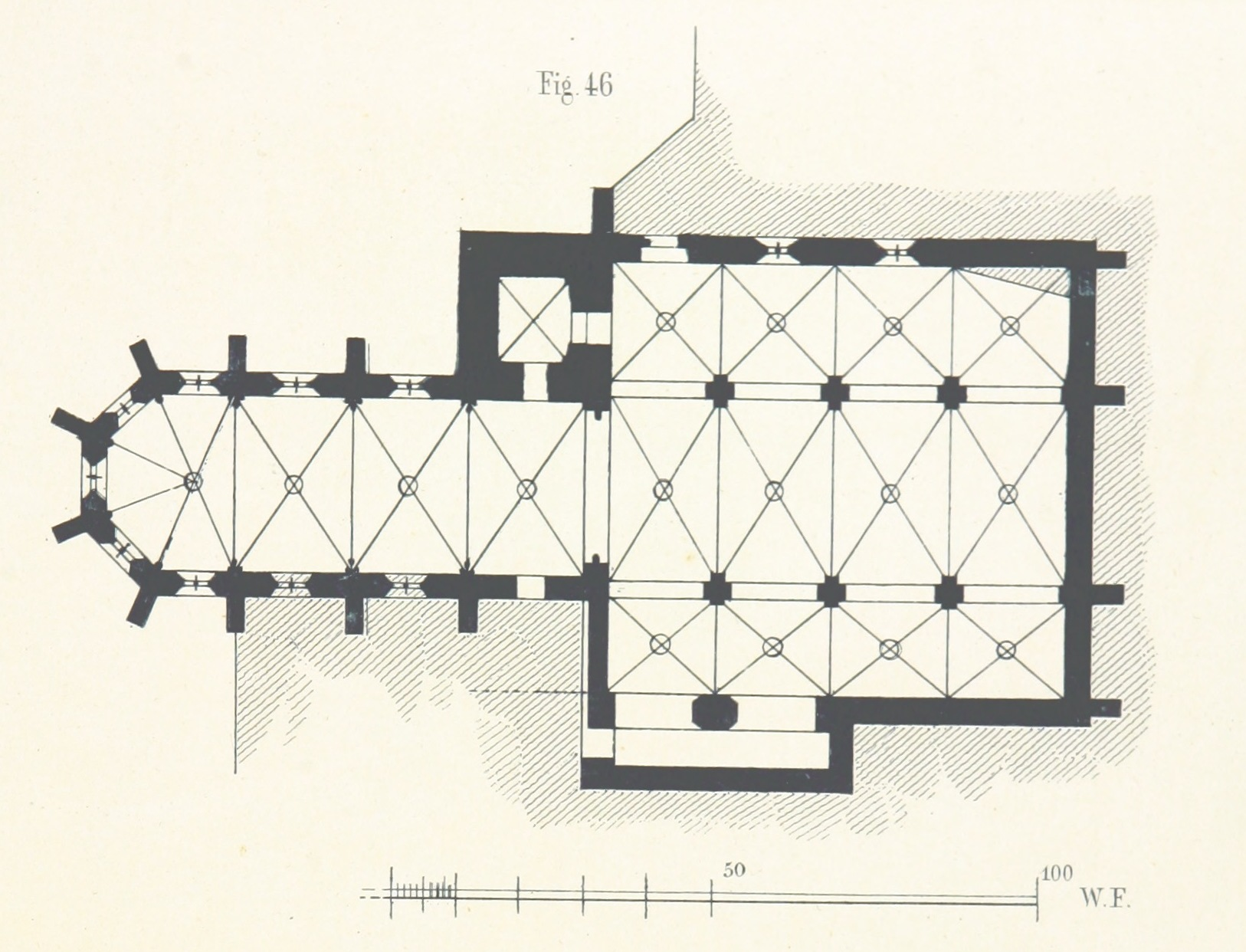
Grundriss der Klosterkirche

Das Franziskanerkloster Eger war eine Niederlassung des Franziskanerordens (lateinisch: ordo fratrum minorum, deutsch Orden der Minderen Brüder, Ordenskürzel OFM) in Eger, heute Cheb, Tschechien. Eger wurde 1277 Reichsstadt, 1322 allerdings an das Königreich Böhmen verpfändet und dadurch de facto an Böhmen angeschlossen.
Wann die Niederlassung gegründet wurde, ist nicht bekannt; die Existenz des Klosters ist für 1247 mit der Nennung eines Guardians (Klostervorstehers) belegt. Es gehörte zur Sächsischen Franziskanerprovinz (Saxonia), ab 1603 zur Oberdeutschen (oder Straßburger) Ordensprovinz. Das Kloster bestand bis 1951, als die letzten Brüder auf Anordnung der damaligen kommunistischen Regierung in Prag das Kloster und die Stadt verlassen mussten.

## Lage
Das Kloster liegt im Südwesten der Altstadt von Cheb, in der Straßenecke, die von Dlouhá und Františkánské náměstí gebildet wird. Gegenüber auf der anderen Straßenseite liegt die St.-Klara-Kirche, die Klosterkirche des ehemaligen Klarissenklosters Eger.

## Geschichte
Der Ort Eger wurde 1179 zur Stadt erhoben, 1277 wurde Eger Reichsstadt. Nach der Verpfändung der Stadt 1322 durch König Ludwig den Bayern an den böhmischen König Johann und dem Quasi-Anschluss an Böhmen – das Pfand wurde nicht wieder eingelöst – verlor die Stadt immer mehr ihre Rechte als Reichsstadt und wurde in das Königreich Böhmen eingegliedert. Die ursprüngliche Stadt dehnte sich nur über ein kleines Areal um die Burg aus. Im ersten Viertel des 13. Jahrhunderts wurde die Stadt nach Osten, Südosten und nach Süden durch die sog. Neustadt mit einem großzügigen Marktplatz vergrößert, der größere Teil der heutigen Altstadt.
Die Brüder des 1210 gegründeten Franziskanerordens kamen bereits vor 1247 nach Eger. Nach Stefan Flemming soll das Franziskanerkloster in Eger von den Bürgern Hecht z Pograthu und Honigar Schmidl ze Seebergu gestiftet worden sein. Der Orden ließ sich aber außerhalb und unmittelbar südwestlich des neuen Mauerrings nieder. Es ist etwas merkwürdig, dass die Franziskaner bereits zeitlich so kurz nach der Stadterweiterung keinen Bauplatz mehr innerhalb des Mauerrings der Neustadt bekamen; evtl. wählten sie freiwillig den Platz vor den Mauern. Aus dieser Ansiedlung entwickelte sich ein dicht bebautes Wohnviertel, die Franziskanervorstadt. Die kleine Siedlung war wie eine kleine Festung angelegt und hatte nur eine Verbindungsstraße zur Stadt. Sie wurde erst später (vor oder nach dem Stadtbrand von 1270?) in den Mauerring der Stadt eingeschlossen. Innerhalb der Organisationshierarchie des Franziskanerordens gehörte das Kloster zur Gründungszeit zur Sächsischen Franziskanerprovinz (Saxonia). Das Franziskanerkloster war eines von fünf Klöstern in der Stadt Eger: (Deutschordenskommende, Dominikaner, Kreuzherren mit dem Roten Stern und Klarissen), die sich allerdings z. T. erheblich später als die Franziskaner in der Stadt angesiedelt hatten. Der Seelsorgebereich der Franziskaner beschränkte sich auf das Franziskanerviertel. Ein Jesuitenkollegium wurde 1651 gegründet.
1256 müssen bereits Klostergebäude existiert haben, denn in diesem Jahr übernachtete der Regensburger Bischof Albert I. im Kloster. Bischof Albert überließ dem Kloster auch weitere Zehnte zum Bau eines Spitals.
Beim Stadtbrand von 1270 brannten die Franziskanersiedlung und die alte Burgsiedlung fast völlig ab. In der Kirche kamen fünf Brüder und zehn weitere Personen ums Leben. Kirche und Kloster wurden in den folgenden 15 Jahren wieder aufgebaut. Johann, Bischof von Gurk gewährte 1280 für den Wiederaufbau des Klosters einen Ablass. Die Klosterkirche wurde am 26. Januar 1285 in Anwesenheit von König Rudolf I., vielen Reichsfürsten und sieben Bischöfen wieder geweiht; sie hat das Patrozinium Mariä Verkündigung. Die Wiedereinweihung der Klosterkirche nahm der Regensburger Bischof Heinrich II. vor. Der Grund für die Anwesenheit der zahlreichen politischen und geistlichen Würdenträger war die Hochzeit des böhmischen Königs Wenzel II. mit der Tochter von König Rudolf I., Guta, deren Feierlichkeiten zur gleichen Zeit in Eger begannen. Die Hochzeitsgesellschaft zog dann weiter nach Prag, am 7. Februar fand dort die Vermählung statt.
Nach Václav Vok Filip deutet die ungewöhnlich schnelle Fertigstellung des Klosters – und zwar in beiden Fällen: erster und zweiter Bau – auf großzügige Spenden des Egerer Patriziats und des Landadels der Umgebung hin. Durch diese Schenkungen und weitere Begünstigungen durch die böhmischen Könige erwarb das Kloster einen ansehnlichen Besitz, der bis 1465 weiter anwuchs.
Unmittelbar gegenüber dem Kloster der Franziskaner siedelten sich Klarissen an, deren Kloster ist 1273 als bestehend erstmals erwähnt. Erste unklare Hinweise auf dieses Kloster stammen von 1264.
Die Franziskaner hatten das Asylrecht in ihrem Kloster, das allerdings der Stadt ein Dorn im Auge war. Schon in der ersten Hälfte des 14. Jahrhunderts schränkte die Stadt dieses Recht auf 14 Tage ein, im Falle einer Krankheit konnte es um weitere 14 Tage verlängert werden. Personen, die aus der Stadt ausgewiesen wurden, und Geächtete durften das Asylrecht im Franziskanerkloster nicht in Anspruch nehmen.
Am 20. März 1343 erhielt das Klarissenkloster Eger von Elsbeth Gölderl einen Zins von 8 Kahr, der auf einem Hof zu Rohr (?) haftete. Dieser Zins sollte das Kloster zur Verbesserung der Pfründe von Elsbeth Gölderl, der Schwester ihres Mannes und von Anna, der Tochter ihres Mannes aus erster Ehe, verwenden. Nach deren Tod sollten 2 Kahr an das Klarissenkloster fallen, die anderen sechs Kahr sollten zu gleichen Teilen an die Deutschherren, an das Dominikanerkloster und an das Franziskanerkloster verteilt werden.
Ein düsteres Kapitel der Egerer Stadtgeschichte wurde durch einen predigenden Franziskaner am Gründonnerstag (25. März) des Jahres 1350 ausgelöst. Er nahm das Auftauchen der Pest zum Anlass, diese Geißel der Menschheit den Juden anzulasten, und löste damit ein blutiges Pogrom aus, in dem die meisten Egerer Juden ermordet wurden. Den Besitz der jüdischen Gemeinde eignete sich die Stadt Eger an. Da die Juden der königlichen Kammer unterstanden und Schutzgelder an diese bezahlen mussten, verhängte Kaiser Karl IV. eine Geldbuße gegen die Stadt und verlangte Schadenersatz für die nun nicht mehr fließenden Schutzgelder. Nach Erlegung der Geldbuße erhielt die Stadt in Nürnberg den sogenannten Verzeihbrief, in dem der Stadt das Pogrom verziehen wurde.
Das Kloster der Franziskaner in Eger gehörte wohl zu den größeren und bedeutenderen Klöstern der sächsischen Franziskanerprovinz. In den Jahren 1394 und 1397 fanden unter dem Provinzial Johann von Gmünd zwei Provinzialkapitel in Eger statt.
1451/52 predigte Johannes von Capistran in Eger. Er versuchte in der Stadt weitere Unterstützung zur Bekämpfung der Utraquisten in Böhmen zu bekommen. Da er vor allem vom böhmischen Adel nicht den nötigen Rückhalt bekam, ja die Stadt Eger sogar vom Adel wegen der Anwesenheit von Capistrano bedrängt wurde, zog er weiter, zunächst mit sicherem Geleit der Egerer nach Bayreuth. In Breslau angekommen, versuchte er Stimmung gegen den böhmischen König Ladislaus und seinen Gubernator Georg von Podiebrad zu machen. Eger unterstützte dagegen weiter die Politik des böhmischen Königs. Trotzdem bedankte sich Johannes von Capistrano in einem Brief an den Stadtrat für die Gastfreundschaft im Franziskaner- und Klarissenkloster von Eger sowie auch die Unterstützung vom Kloster Waldsassen.
Um das Jahr 1460 wandten sich zwei Franziskaner aus dem Kloster in Eger, Johann und Lewin von Wirsberg, in ihren Predigten, beeinflusst einerseits von Jan Hus, andererseits auch von den Thesen des Joachim von Fiore, gegen die kirchliche Hierarchie, prangerten den Ablasshandel an und stellten sich gegen den Güterbesitz der Geistlichen.
Nur wenige Jahre danach verschlechterte sich die Klosterdisziplin – Václav Vok Filip meint aufgrund der Umtriebe der beiden von Wirsberg –, die Ordensregeln wurden vernachlässigt, und die Mönche führten ein „anstößiges Leben“. Der Stadtrat und die Ritterschaft mit dem königlichen Hauptmann machten eine Eingabe bei Papst Pius II. Der Papst beauftragte den Guardian des Franziskanerklosters Breslau und den Abt des Klosters Waldsassen mit der Wiedereinführung der strengen Ordensregel und der Reformierung des Klosters, jedoch ohne Erfolg. Die reformunwilligen Brüder verließen bis auf einen kranken Bruder das Kloster. 1465 konnte das Kloster wieder mit Mönchen aus Sachsen, die die strenge Observanz einhielten, besetzt werden. Den weltlichen Besitz des Franziskanerklosters erhielt das Klarissenkloster Eger, das erst 1782 aufgehoben wurde.
Auch die Stadt Eger wurde in der zweiten Hälfte des 16. Jahrhunderts überwiegend protestantisch. Schon 1544 wurde auf dem Provinzkapitel in Halberstadt berichtet, dass das Franziskanerkloster in Eger von der lutherischen Glaubenerneurung verleitet worden sei. Einige Franziskanermönche aus dem Egerer Konvent traten auch tatsächlich zur neuen Lehre über: namentlich Johann Fritschhans wurde Pfarrer in Magdeburg, und Franz Limberg wurde als Pfarrer in Oberlohma angenommen, 1565 dann als Kaplan in Frauenreuth. 1555 sollen die Franziskaner ihren Konvent verlassen haben. Kaiser Maximilian II. befahl zwar 1569 und 1572 dem Magistrat, die verbliebenen Katholiken nicht zu bedrängen, doch der Magistrat ließ sich nicht beirren und setzte die Reformation fast vollständig um. Allerdings dürfte das Franziskanerkloster nie ganz leer gewesen sein, denn es sind Guardiane aus dieser Zeit nachgewiesen. Aus dem Jahre 1582 wird berichtet, dass in diesem Jahr Bruder Hanns gar ein gelehrter Mönch gestorben und auf dem Friedhof des Franziskanerklosters begraben worden ist. Am 3. August 1583 starb Ludolph Hülber; er war Guardian im Franziskanerkloster und auch Vorsteher des Klarissenklosters. Am 21. Oktober 1591 wurden im Franziskanerkloster drei neue Mönche eingeweiht. Infolge der Klosterschließungen im Zuge der Reformation bestanden Ende des 16. Jahrhunderts in der Saxonia nur noch die beiden Konvente in Halberstadt und Eger.
1604 sollen die Franziskaner (erneut?) aus ihrem Kloster vertrieben worden sein. Allerdings nennt Heribert Sturm für die Jahre 1601 bis 1604 Christian Springer und für die Jahre 1605 bis 1607 Anton Chelinus als Guardiane des Klosters. Demnach dürfte das Kloster auch in dieser Zeit nicht völlig verwaist gewesen sein. 1607 ordnete die Leitung des Franziskanerordens, weil die Sächsische Provinz fast erloschen war, die Eingliederung des Egerer Konvents in die Oberdeutsche (Straßburger) Ordensprovinz an. Das temporär verlassene (oder nur schwach besetzte?) Franziskanerkloster wurde 1608 mit Zustimmung von König Rudolf II. wieder mit neuen Brüdern besetzt. Nach der Niederlage der böhmischen Stände unter dem Winterkönig Friedrich V. von der Pfalz gegen die Katholische Liga in der Schlacht am Weißen Berg am 8. November 1620 geriet die Stadt Eger unter zunehmenden politischen Druck durch den böhmischen König und deutschen Kaiser Ferdinand II. Sein Ziel war die Rekatholisierung der protestantischen Gebiete in Böhmen. Für dieses Ziel wurden die Jesuiten nach Eger geholt, die hier 1651 ein Collegium errichteten. Neben den Jesuiten beteiligten sich aber auch die Franziskaner an der Rekatholisierung von Stadt und Land Eger.
Im Verlauf des Österreichischen Erbfolgekriegs wurde Eger belagert, und am 19. April 1742 musste die Stadt kapitulieren. Französische Truppen besetzten die Stadt. Unmittelbar nach dem Einmarsch der Franzosen nahmen Kommissäre die Kirchenglocken in Beschlag. Die Franziskaner mussten die zwei Glocken ihrer Klosterkirche mit 130 Gulden zurückkaufen.
In der weiteren Folge der Besatzungszeit wütete das hitzige Fieber (Fleckfieber) unter den französischen Soldaten; an manchen Tagen starben 30 bis 40 Mann. Aber auch unter der Bürgerschaft gab es viele Opfer, täglich etwa 10 bis 12 Personen. Auch im Franziskanerkonvent wütete die Krankheit, insgesamt starben 18 Brüder. Am 26. Oktober 1742 mussten die Franziskaner ihr Kloster räumen, um die viele kranken Soldaten unterzubringen. Die Franziskaner mussten bei Pfarrern auf dem Land um Unterkunft bitten. Nur der Guardian und einige wenige Mönche blieben zurück, um das Kloster zu bewachen. Die französische Besatzung legte der Stadt eine Brandschatzung von 100.000 Gulden auf. Hierzu musste das Franziskanerkloster 500 Gulden beisteuern. Erst am 7./9. September 1743 kapitulierte die französische Garnison in Eger und musste in Gefangenschaft.
Das Franziskanerkloster Eger gehörte bis 1781 zur oberdeutschen (Straßburger) Ordensprovinz und wurde dann auf Befehl von Kaiser Josef II. in die böhmische Provinz transferiert. Nach dem Hofdekret vom 24. September 1784 sollte das Kloster aufgehoben, die Mönche auf andere Klöster verteilt und die Gebäude für das Militär verwendet werden. Der Magistrat und die Bürgerschaft von Eger sowie der Bischof von Regensburg setzten sich beim Kaiser für den Erhalt des Klosters ein. Am 16. April 1787 erging dann vom Kaiser der Bescheid, dass das Kloster nicht aufgehoben werden sollte und die Mönche in Eger verbleiben könnten.
1792 hatte das Kloster 14 Priesterbrüder und 6 Laienbrüder. 1819 war die Zahl auf vier Priesterbrüder und vier Laienbrüder zurückgegangen.
Um 1850 betrieben die Franziskaner auch eine Brauerei, die anscheinend aber nur Bier zum Eigenbedarf braute. 1874 bestand der Konvent aus dem Guardian, vier Priestern und drei Laienbrüdern.
Nach der Besetzung des Sudetenlands 1938 durch das Deutsche Reich wurde das Kloster mit vier anderen Konventen im Sudetenland (Mährisch-Trübau, Tachau, Haindorf und Arnau) 1939 in einem franziskanischen Kommissariat zusammengefasst, das bis 1947 von der Bayerischen Provinz verwaltet wurde. Oberer (Kommissär) war Pater Petrus Mangold, der im Kloster in Mährisch Trübau wohnte und 1942 im Konzentrationslager Dachau starb.
Das Kloster bestand bis 1951, bis die Franziskaner es auf Anordnung der kommunistischen Regierung verlassen mussten. Die Kirche Mariae Verkündigung, der Klostergarten und die ehemaligen Klostergebäude sind heute wieder für die Öffentlichkeit zugänglich; erhalten ist ein Kreuzgang mit historischen Wandmalereien aus dem 15. Jahrhundert.

## Die Klosterkirche
Die Klosterkirche der Franziskaner ist eine dreischiffige gotische Hallenkirche.  Erhalten geblieben sind außerdem die Sakristei und der anliegende Teil der Klostermauer sowie ein Kreuzgang aus der ersten Hälfte des 14. Jahrhunderts. Vermutlich war die Kirche ursprünglich noch länger geplant als der bestehende Bau, denn beim Bau der das Franziskanerviertel umschließenden Stadtmauer Mitte des 13. Jahrhunderts wurde die Mauer so dicht an der unlängst gebauten Kirche vorbei geführt, dass eine Ecke der Kirche direkt in die Mauer eingebaut und schräg abgerundet werden musste.
Die meisten vornehmen Familien von Eger hatten ihre Familiengrüfte in der Stadtpfarrkirche St. Nikolai. Allerdings wurden auch einige wenige von Adel in der Franziskanerkirche bestattet. 1521 wurde Johann Junckher von Oberkunreut und in derselben Gruft später seine Schwiegertochter Barbara geb. Crahmer von Pograth beigesetzt. 1626 fand Sidonia geb. von Fels, Frau des Feldmarschalls und Ritters des goldenen Vlieses Georg Ernst Graf von Schlick, ihre letzte Ruhe in der Franziskanerkirche. Mit Freiherr Heinrich von Pißnitz, der in das Franziskanerkloster eingetreten war, verstarb hier 1773 der letzte seines Geschlechtes, und er wurde in der Klosterkirche mit Schwert und Helm begraben. Alle Franziskanerpriester fanden ihre letzte Ruhestätte im Kreuzgang, die einfachen Brüder auf dem Klosterfriedhof.

## Guardiane
Im Franziskanerorden wurde der Klostervorsteher, etwa vergleichbar mit einem Abt im Benediktinerorden, Guardian genannt. Die hier nicht ganz vollständige Liste der Egerer Guardiane ist Heribert Sturm: Eger Geschichte einer Reichsstadt entnommen.
| Amtszeit                           | Guardian                                          | Sonstige Ämter und Anmerkungen |
| ---------------------------------- | ------------------------------------------------- | ------------------------------ |
| 1247                               | Eberhart                                          | Guardian in Eger               |
| 23. Dezember 1290                  | Gottschalk                                        | Guardian in Eger               |
| 1298                               | Eberhard                                          | Guardian in Eger               |
| 1300                               | Henricus                                          | Guardian in Eger               |
| 24. Februar 1309                   | Bernhard                                          | Guardian in Eger               |
| 23. September 1320                 | Hermannus                                         | Guardian in Eger               |
| 22. Februar 1373 bis 29. Juni 1373 | Niklas                                            | Guardian in Eger               |
| 14. März 1374 bis 14. April 1374   | Konrad                                            | Guardian in Eger               |
| 23. Juni 1376                      | Johannes                                          | Guardian in Eger               |
| 11. April 1389 bis 8. März 1393    | Johann                                            | Guardian in Eger               |
| 4. Juni 1395                       | Niklas                                            | Guardian in Eger               |
| 6. Juli 1396                       | Johann                                            | Guardian in Eger               |
| 9. Oktober 1422                    | Johann Hyltprant                                  | Guardian in Eger               |
| 24. Juni 1436                      | Johann von Schlackenwerth                         | Guardian in Eger               |
| 12. Mai 1441                       | Johann                                            | Guardian in Eger               |
| 1443                               | Passek                                            | Guardian in Eger               |
| 1482                               | Henricus Lune                                     | Guardian in Eger               |
| 1538                               | Simon Neumeister                                  | Guardian in Eger               |
| 1541                               | Caspar Meckenlor                                  | Guardian in Eger               |
| 1565 bis 1583                      | Ludolphus Fedler/Hülber/Hylber († 3. August 1583) | Guardian in Eger               |
| 1589 bis 1600                      | Christoph Müller                                  | Guardian in Eger               |
| 1601 bis 1604                      | Christoph Springer                                | Guardian in Eger               |
| 1605 bis 1607                      | Anton Chelinus                                    | Guardian in Eger               |
| 1613                               | Christoph Beer                                    | Guardian in Eger               |
| 1616                               | Leonhart Bölkh                                    | Guardian in Eger               |
| 1622                               | Philipp Stammer                                   | Guardian in Eger               |
| 1626                               | Elisaeus Sartorius                                | Guardian in Eger               |
| 1629                               | Anton Melinus                                     | Guardian in Eger               |
| 1634                               | Bonaventura Willibald                             | Guardian in Eger               |
| 1635 bis 1638                      | Eberhard/Everhardus                               | Guardian in Eger               |
| 1639                               | Ferdinand Reiff                                   | Guardian in Eger               |
| 1642                               | Sigmund König                                     | Guardian in Eger               |
| 1647                               | Hyacinthus Maier                                  | Guardian in Eger               |
| 1650                               | Georg Dietsch                                     | Guardian in Eger               |
| 1652                               | Dominik Peßler                                    | Guardian in Eger               |
| 1653                               | Martin Rosshirt                                   | Guardian in Eger               |
| 1655                               | Dominik Peßler                                    | Guardian in Eger               |
| 1658 bis 1668                      | Benedikt Eppenauer                                | Guardian in Eger               |
| 1671                               | Melchior Schwan                                   | Guardian in Eger               |
| 1674 bis 1677                      | Benno Scheffer                                    | Guardian in Eger               |
| 1677                               | Isidor Brand                                      | Guardian in Eger               |
| 1686                               | Pankraz Riegl                                     | Guardian in Eger               |
| 1692                               | Mauritz Mueß                                      | Guardian in Eger               |
| 1695                               | Jakob Hildenberger                                | Guardian in Eger               |
| 1698                               | Wilhelm Ensenmaier                                | Guardian in Eger               |
| 1700                               | Appolinian Kapp                                   | Guardian in Eger               |
| 1702                               | Angelius Bauer                                    | Guardian in Eger               |
| 1705                               | Theoderik Dinger (Denger)                         | Guardian in Eger               |
| 1708                               | Sebastian Höß                                     | Guardian in Eger               |
| 1711                               | Ambros Braun                                      | Guardian in Eger               |
| 1714                               | Albert Angermann                                  | Guardian in Eger               |
| 1715                               | Fortunus Dempf                                    | Guardian in Eger               |
| 1717                               | Nazarinus Blaffner                                | Guardian in Eger               |
| 1718 bis 1720                      | Hilarius Vogel                                    | Guardian in Eger               |
| 1723                               | Eustachius Kolb                                   | Guardian in Eger               |
| 1726                               | Viktorin Steidle                                  | Guardian in Eger               |
| 1729                               | Florian Figger                                    | Guardian in Eger               |
| 1732                               | Hilarius Vogel                                    | Guardian in Eger               |
| 1736 bis 1738                      | Angelus Buckel                                    | Guardian in Eger               |
| 1740                               | Konstantin Zickler                                | Guardian in Eger               |
| 1742                               | Anicetus Gilmann                                  | Guardian in Eger               |
| 1742                               | Konstantin Zickler                                | Guardian in Eger               |
| 1743                               | Czechias Stör                                     | Guardian in Eger               |
| 1745                               | Ezechias Schicker                                 | Guardian in Eger               |
| 1746                               | Mamertinus Pollak                                 | Guardian in Eger               |
| 1748                               | Konstantin Zickler                                | Guardian in Eger               |
| 1749                               | Amadeus Zembsch                                   | Guardian in Eger               |
| 1750 bis 1752                      | Mamertinus Pollak                                 | Guardian in Eger               |
| 1753                               | Amadeus Zembsch                                   | Guardian in Eger               |
| 1755                               | Eutropius Liechtenauer                            | Guardian in Eger               |
| 1756 bis 1759                      | Amadeus Zembsch                                   | Guardian in Eger               |
| 1759 bis 1762                      | Konstantin Zickler                                | Guardian in Eger               |
| 1762 bis 1765                      | Mamertinus Pollak                                 | Guardian in Eger               |
| 1765 bis 1768                      | Amadeus Zembsch                                   | Guardian in Eger               |
| 1768 bis 1771                      | Eutropius Liechtenauer                            | Guardian in Eger               |
| 1774 bis 1778                      | Wolfgang Riedl                                    | Guardian in Eger               |
| 1778 bis 1781                      | Karl Borromäus Schmelzer                          | Guardian in Eger               |
| 1781 bis 1784                      | Wolfgang Riedl                                    | Guardian in Eger               |
| 1784 bis 1787                      | Michael Jahn                                      | Guardian in Eger               |
| 1791                               | Gothart Kekstein                                  | Guardian in Eger               |
| 1796 bis 1799                      | Prosper Sommer                                    | Guardian in Eger               |
| 1803                               | Juniperus Kalb                                    | Guardian in Eger               |
| 1806                               | Ernst Schmidt                                     | Guardian in Eger               |
| 1812                               | M. Zeigert                                        | Guardian in Eger               |
| 1815                               | Nikolaus Apolinus                                 | Guardian in Eger               |
| 1818                               | Paul Mahl                                         | Guardian in Eger               |
| 1821                               | Bonaventura Göbl                                  | Guardian in Eger               |
| 1827                               | Konrad Kachler                                    | Guardian in Eger               |
| 1830                               | Zyprian Pawlik                                    | Guardian in Eger               |
| 1833                               | Seraphim Franziscus                               | Guardian in Eger               |
| 1836                               | Anton Diex                                        | Guardian in Eger               |
| 1839                               | Ernst Gebhart                                     | Guardian in Eger               |
| 1851                               | Venanz Fischer                                    | Guardian in Eger               |
| 1854                               | Richard Gürtler                                   | Guardian in Eger               |
| 1874                               | Richard Gürtler                                   | Guardian                       |
| ab 13. September 1884              | Liborius Lindner                                  | Guardian                       |